# Маленький Джон просит милостыню
Маленький Джон просит милостыню (англ. Little John A Begging, Child 142, Roud 3988) — народная баллада английского происхождения, входящая в корпус историй, повествующих о Робин Гуде. Она содержится в рукописи, которую использовал для своего сборника Томас Перси, однако тот текст сильно повреждён. Самый ранний известный бродсайд с этой балладой был напечатан в промежутке с 1640 по 1663 год. В «манускрипте лесников» (1675) содержится более поздняя версия текста, незначительно отличающаяся от печатного издания 1670 года. Вероятнее всего баллада была переработана из разных отрывков лишь ближе к середине XVII века.

## Сюжет
Когда Робин со своими йоменами идёт по лесу, ему приходит мысль отправить кого-то из них просить милостыню. Выбор падает на Маленького Джона. Тот принимает обличье странствующего пилигрима в плаще, с посохом и котомками. Идя по дороге, он встречает трёх (в другой версии — четырёх) нищих: слепого, глухого и хромого. Он просится в их компанию, заслышав «колокольный звон» монет в их карманах. Они заявляют, что, хотя у них есть друзья по всей Англии, такому сгорбленному калеке среди них места нет. Джон ввязывается в драку и заставляет мнимых убогих забыть об их притворстве. Приперев нищих к стенке, он находит золотом и серебром триста фунтов у них в карманах и ещё триста три — в котомках. Триумфально возвращаясь в Шервудский лес, он (а за ним и Робин) шутя отмечает, что если не пить воды, пока не потратишь все эти деньги, то непременно встретишь ужасную смерть.
По примерным оценкам в соответствующее историческое время ремесленник зарабатывал около трёх фунтов в год, поэтому фигурирующая в балладе сумма выглядит неправдоподобно большой.

## Связь с другими произведениями
Кажется крайне сомнительным то, что предводитель стрелков послал бы одного из йоменов собирать милостыню, хотя мотив маскировки с целью обнаружить ложь своих противников присутствует и в других разбойничьих балладах: «Робин Гуд делит золото» (Child 147) «Робин Гуд и епископ Херефорда» (Child 144). Упоминание о ненастоящих калеках появляется уже в «Видении о Петре Пахаре» Лэнгленда. Похожий эпизод облачения в нищенские одежды присутствует в балладе «Робин Гуд спасает трёх стрелков» (Сhild 140). Протагонист, который принимает обличье попрошайки, фигурирует и в балладе «Hind Horn» (Child 17), а также в одном из эпизодов эпической поэмы XV века Acts and Deeds of Sir William Wallace.